# 우정을 위한 축구
우정을 위한 축구(영어: FOOTBALL FOR FRIENDSHIP)는 PJSC Gazprom(가즈프롬)이 시행하는 연례 국제 아동 소셜 프로그램이다. 이 프로그램의 목표는 다른 나라의 어린이들에게 다양한 문화와 국적에 대한 존경심을 길러주며 젊은 세대의 가치와 건강한 삶에 대한 관심을 심어주는 것을 중심으로 한다. 이 프로그램의 안에서 전 세계의 12세가 된 축구 선수가 연례 국제 어린이 포럼, "우정을 위한 축구" (Friendship for Football), 국제 축구와 우정의 날에 참가한다. 이 프로그램은 국제축구연맹(FIFA), 유럽 축구 연맹(UEFA), 국제 연합(UN), 올림픽 및 장애인 올림픽위원회, 각국의 정부 수뇌부, 국제 축구 연맹, 국제 자선 재단, 공공 기관 및 지구의 대표 축구 클럽에 의해 지원된다. 이 프로그램의 글로벌 운영자는 AGT Communications Group (러시아)다.

## 역사

### 2013년 우정을 위한 축구
첫 번째 우정을 위한 축구 국제 어린이 포럼은 런던에서 2013년 5월 25일 열렸다. 불가리아, 영국, 헝가리, 독일, 그리스, 러시아, 세르비아 그리고 슬로베니아 등 8개 나라에서 온 670명의 어린이들이 참가했다. 러시아에서는 2018년 FIFA 월드컵 경기들을 주최할 11개 도시의 축구팀이 참가했다. 제니트, 첼시, 샬케 04, 크르베나 즈베즈다 클럽의 주니어 팀들, Gazprom의 어린이 스포츠 데이 우승팀들과 파켈(Fakel) 페스티벌의 우승팀 역시 포럼에 참가했다.
포럼 기간 동안 어린이들은 다른 국가에서 온 또래 어린이들과 유명한 축구선수들과 이야기를 나누고 또한 웸블리 스타디움에서 열린 2012/2013년 UEFA 챔피언스 리그 결승전을 참관했다.
포럼의 결과, 어린이들은 우정, 평등, 정의, 건강, 평화, 충성, 승리 그리고 전통이라는 이 프로그램의 여덟 가지 가치를 정하고 그것을 공개 서한으로 작성했다. 서한은 UEFA, FIFA 그리고 IOC의 수장들에게 전달되었다. 2013년 9월, 블라디미르 푸틴과 비탈리 무트코와의 회동에서 셉 블래터는 그 서한을 받았음을 확인하고 우정을 위한 축구를 지원할 준비가 되었다고 말했다.

### 2014년 우정을 위한 축구
우정을 위한 축구 프로그램의 두 번째 시즌은 2014년 5월 23~25일 리스본에서 열렸으며 벨라루스, 불가리아, 영국, 헝가리, 독일, 이탈리아, 네덜란드, 폴란드, 포르투갈, 러시아, 세르비아, 슬로베니아, 터키, 우크라니아, 프랑스 그리고 크로아티아 등 16개 국가에서 450여 명의 10대 선수들이 참가했다. 젊은 축구선수들은 우정을 위한 축구 국제 포럼, 거리 축구 토너먼트에 참가했고 2013/2014 UEFA 챔피언스 리그 결승전을 관람했다.
2014년 국제 거리 축구 토너먼트의 우승자는 베니카 주니어 팀(포르투갈)이었다.
이 프로그램의 두 번째 시즌에서 우정을 위한 축구 활동의 리더로 포르투갈의 펠리페 수아레즈(Felipe Suarez)가 선출되었다. 2014년 6월, 펠리페는 유리 안드레예비치 모로조프(Yuri Andreyevich Morozov)를 기리는 제9회 국제 청소년 축구 토너먼트에 참석했다.

### 2015 우정을 위한 축구
국제 사회 프로그램인 우정을 위한 축구의 세 번째 시즌은 2015년 6월 베를린에서 열렸다. 일본, 중국 그리고 카자흐스탄의 유소년 축구 팀이 최초로 이 프로그램에 참가했다. 모두 24개 국가 축구 클럽의 주니어 팀들이 세 번째 시즌에 참가했다.
어린 축구선수들은 다른 나라에서 온 동료 선수들과 이 프로그램의 글로벌 대사인 프란츠 베켄바우어 등과 같은 세계적인 축구 스타들과 이야기를 나누었고 또한 주니어 팀들 간의 거리 축구 국제 토너먼트에 참가했다. 2015년 국제 거리 축구 토너먼트의 우승자는 래피드 주니어 팀(오스트리아)이었다.
우정을 위한 축구 프로그램의 세 번째 시즌 행사들은 세계 유수 매체의 200여 언론인들과 인터내셔널 칠드런스 프레스 센터의 구성원인 유럽과 아시아의 젊은 리포터들 24명이 보도를 했다. 2015년 행사의 정점은 나인 밸류스 컵 시상식이었으며 이 컵의 수상자는 바로셀로나 축구 클럽(스페인)이었다. 수상자는 포럼 전야에 모두 24개 참가국에서 열린 글로벌 투표에 참가한 어린이들이 선정했다.
포럼이 끝났을 때 모든 참가자들은 전통에 따라, 베를린 올림픽 스타디움에서 열린 UEFA 챔피언스 리그 결승전을 참관했다.

### 2016년 우정을 위한 축구
2016년 우정을 위한 축구 국제 어린이 사회 프로그램의 시작은 뮌헨에서 3월 24일 열린 온라인 행아웃 프레스 컨퍼런스의 일환으로 진행되었으며 프로그램의 글로벌 대사인 프란츠 베켄바우어가 참석했다.
프로그램의 네 번째 세션에서는 아제르바이잔, 알제리, 아르메니아, 아르헨티나, 브라질, 베트남, 키르기즈스탄과 시리아에서 온 8개의 새로운 주니어 팀이 합류해서 총 참가 국가 수가 32개가 되었다.
2016년 4월 5일, 고유의 트로피인 나인 밸류스 컵(Nine Values Cup) 투표가 시작되었다. 전세계의 축구팬들이 수상자 선정에 참여했지만, 최종 결정은 우정을 위한 축구 프로그램 참가자들이 투표로 마무리했다. 이 컵은 바이에른 축구 클럽(뮌헨)이 차지했다. 우정을 위한 축구 참가자들은 특별한 배려가 필요한 어린이들을 지원하는 클럽의 활동과 여러 국가의 어린이들에게 치료를 제공하고 어려운 사람을 돕는 활동에 주목을 했다.
네 번째 우정을 위한 축구 국제 어린이 포럼과 어린이 국제 거리 축구 토너먼트 최종 경기는 2016년 5월 27~28일 밀라노에서 열렸다. 토너먼트 우승자는 슬로베니아의 마리보 팀이었다.. 포럼이 끝났을 때 모든 참가자들은 전통에 따라, UEFA 챔피언스 리그 결승전을 참관했다. 포럼의 행사들은 세계 유수 매체의 200여 언론인들과 참가국가의 젊은 언론인들이 포함된 칠드런스 인터내셔널 프레스 센터가 보도를 했다.
시리아의 축구 클럽인 알와흐다의 젊은 축구선수들이 우정을 위한 축구의 네 번째 시즌에 참가했으며 이는 전례 없는 일이었다. 시리아 팀의 프로그램 참가와 시리아 어린이들의 밀라노 행사 방문은 시리아의 인권 고립 상황을 극복하기 위한 중요한 발걸음이었다. 국제 TV 채널인 Russia Today의 아랍어 스포츠 편집 팀은 시리아 축구 연맹의 도움을 받아 프로젝트에 참가한 어린이들에 대한 다큐멘터리 "Three days without war"를 촬영했다. 2016년 9월 14일, 7,000여 명이 다마스커스에서 열린 다큐멘터리 최초 상영 장소를 방문했다.

### 2017년 우정을 위한 축구
2017년, 국제 어린이 사회 프로젝트인 우정을 위한 축구의 개최 장소는 러시아 상트페테르부르크이었으며 마지막 행사들은 이 도시에서 6월 26일부터 7월 3일까지 열렸다.
2017년, 참가 국가 수는 32개국에서 64개국으로 증가했다. 최초로 멕시코 어린이와 미국 어린이들이 우정을 위한 축구 프로그램에 참가했다. 이러한 과정을 거쳐, 이 프로젝트는 4대륙의 어린 선수들을 하나로 묶었다.
다섯 번째 시즌부터 이 프로그램은 각 국가별로 한 명의 대표 선수가 참가하는 새로운 개념을 도입했다. 대표 선수들은 장애를 가진 어린이들을 포함한 12세의 소년 소녀들로 8개의 국제 우정 팀을 구성했다.
인터넷 컨퍼런스 방식으로 진행된 공개 추첨을 통해 팀들의 국가 구성과 참가 국가의 대표선수들의 경기 포지션이 결정되었다. 8개의 우정 팀들은 다음고 같이 젊은 감독들이 지휘를 했다. 우정을 위한 축구 국제 프레스 센터의 대표인 릴리야 마츠모토(일본)도 추첨에 참가했다.
2017년 우정을 위한 축구 월드컵 우승팀은 "오렌지" 팀으로 슬로베니아, 싱가포르, 스페인, 볼리비아, 리비아, 아제르바이잔, 불가리아, 아르헨티나, 체코, 리비아 등 9개 국가에서 온 어린 선수들과 젊은 감독으로 구성되었다.
우정을 위한 축구 국제 어린이 포럼에는 빅토르 주브코브(PJSC Gazprom 이사회의장), 파트마 사무라(FIFA 사무총장), 필리페 레 플록(FIFA 일반 상업 임원), 지우리오 밥티스타 (브라질 축구스타), 이반 자몰라노(칠레 스트라이커), 알렉산더 케르자코브(러시아 축구선수) 그리고 다른 하객들이 참석하여 젊은 세대 사이에 핵심 인권 가치를 촉진할 것을 촉구했다.
2017년, 이 프로젝트는 60만 명 이상의 관중을 불러 모았으며, 64개국에서 1,000여 명의 어린이와 성인들이 상트페테르부르크에서 열린 최종 행사들에 참가했다.

### 2018년 우정을 위한 축구
2018년에는 2월 15일부터 6월 15일까지 «우정을 위한 축구» 프로그램의 제6회시즌이 열렸다. 결승전은 2018년 FIFA 월드컵 전날 모스크바에서 열렸다. 이 프로그램에는 211개 국가와 지역을 대표하는 젊은 축구 선수들과 기자들이 참석을 했다.  2018년 프로그램의 공식 시작은 우정을 위한 축구 팀의 실전에 의해 주어졌고, 그 결과 32개의 축구팀인 국제 친선팀이 결성되었다.
2018년에는, 환경 활동의 틀 안에서, 희귀하고 멸종 위기에 처한 동물 종들의 이름을 따서 국제 우정의 팀들이 명명되었다.
또한 2018년5월 30일, 생태 활동의 틀 안에서 희귀 동물 종 구제를위한 단체를 지원하도록 전세계 공동체에 촉구하는 국제 행동의 해피 버즈 데이 (Happy Buzz Day)가 출범했다. 러시아, 미국, 네팔, 영국의 국립 공원과 보호 구역이이 작업에 동참했다. 또한, 모스크바의 우정을 위한 축구 프로그램의 마지막 행사에서 참가자들은 천연 가스로 운행되는 친환경 버스로 이동했다.
2018년 «우정을 위한 축구» 월드컵에는 32개 국제 친선팀이 참가했다. 프로젝트 사상 처음으로 시리아 출신의 젊은 해설가인 Yassin Taha가 결승전을 코멘트했고, 러시아 출신의 젊은 심판Bogdan Batalin 이 경기를 판정했다.
2018 «우정을 위한 축구» 월드컵 우승자는 도미니카, 세인트키츠와 네비스, 말라위, 콜롬비아, 베냉, 콩고민주공화국의 젊은 축구선수들이 포함된 침팬지 팀이었다. 사란스크시(Saransk)의 젊은 참가자  Vladislav Polyakov는 팀을 지도했다.
제6회 시즌의 마지막 행사는 6월 13일 Moskvarrium 해양생물센터에서 열린 "우정을 위한 축구" (Friendship for Football)국제 아동 포럼이었다. 그 행사에 Viktor Zubkov (PJSC Gazprom의 이사회 의장), Olga Golodets (러시아 연방 정부 차관), Iker Casillas (스페인 축구 선수, 전 대표팀 주장), Alexander Kerzhakov (러시아 축구 선수, 러시아 유소년 축구 팀 코치)와 세계 각국의 54 개 대사관 대표 및 기타 투숙객들이 참석했다.
이날 포럼에서는 제6회 시즌의 제일 젊은 축구 선수는 콩고민주공화국의Deo Kalenga Mwenze (최고의 포워드), 베닌의Yamiru Ouru (최고의 미드필더), 웨일스의Ivan Volynkin (최고의 골키퍼), 브라질의Gustavo Sintra Rocha (MVP)가 수상했다.
2018년 «우정을 위한 축구» 프로그램의 최고의 젊은 기자는 아루바 출신의 Sheikali Asension이었다. 그 소녀는 환경 의식을 위한 오세아니아 의식을 요구하는 블로그를 운영하고 있다.
이 포럼에서 전 시즌 참가자인 인도 출신의 Anagna Cambodia의 책의 발표와 사인회가 열렸다. 2017년 "우정을 위한 축구" 제5회 시즌을 마친 Ananya는 젊은 기자로 참여한 경험에 대해 "모할리에서 상트 페테르부르크로의 나의 여정"이라는 책을 썼다. 책 내용에서 그녀는 프로그램의 세상을 좋은 방향으로 바뀌고 있는 9 가지 가치에 대해 말했다.
6월 14일 국제 아동 포럼 "우정을 위한 축구" 끝난 후 젊은 축구 선수와 기자들이 2018 FIFA 월드컵 개막식에 참석했다. Luzhniki 경기장에서, 아이들은 엄숙하게 올해에 프로그램에 참여하는 211 개 국가와 지역의 깃발을 올렸다. 그 후, "우정을 위한 축구"의 젊은 참가자들은 러시아와 사우디 아라비아 대표팀 간의 개막전을 관람했다. 러시아 대통령 Vladimir Putin은 "우정을 위한 축구"의 러시아 젊은 대사를 Albert Zinnatov를 초청하여 오프닝 경기를 함께 관람했다. 그곳에서 그 젊은이는 브라질 출신의 월드컵 챔피언 인 Roberto Carlos와 스페인 축구 선수 Iker Casillas와 이야기했다.
211 개 국가 및 지역의 1,500 명 이상의 어린이와 청소년이 모스크바에서 최종 행사에 참가했다. 총 24만 명 이상의 어린이가 참여한 제 6 시즌의 틀 안에서 총 180 개가 넘는 행사가 세계 여러 지역에서 개최되었다.
2018년에 이 프로젝트는 당국의 지원을 받았다. 러시아 정부의 Olga Golodets 부총리는 러시아 대통령의 Vladimir Putin환영하는 인사를 국제 아동 포럼의 참석자들과 손님들에게 들려주었다. 러시아 연방 정부 의장 Dmitry Medvedev는 제 6 차 국제 아동 포럼 "우정을 위한 축구" 참가자들과 방문객들에게 환영의 전보를 보냈다.
러시아 외무부의 공식 대표Maria Zakharova는 5월 23일 브리핑에서 현재 "우정을 위한 축구" 프로그램은 세계 사회가 러시아의 국제 사회 정책의 중요한 인도주의적 구성 요소로 인식하고 있음을 지적했다.
전통적으로 FIFA의 "우정을 위한 축구" 프로그램을 지원했다. 모스크바의 최종 행사 참가자 및 게스트 수는 5,000 명 달성했다.

### 2019년  우정을 위한 축구
제 7회 국제 어린이 사회 프로그램 «우정을 위한 축구»가 2019년 3월 18일에 개최되었다. 결승전 행사는 5월 28일부터 6월 2일까지 마드리드에서 진행되었다.
4월 25일 열린 우정을 위한 축구 국제 행사는 유럽, 아시아, 아프리카, 북아메리카, 남아메리카 50여개국에서 참가하였다. 러시아 축구 연합(RFU) 또한 행사에 참여하여 축하하였다.
5월 30일 마드리드에선 PJSC Gazprom이 주최하는 «우정을 위한 축구 2019» 아동 사회 프로그램인 국제 포럼이 진행되었다. 포럼에는 축구 지도자, 어린이 축구단 닥터, 연예인, 세계적인 언론사의 기자단 및 국제 축구 아카데미 및 연합에서 참가했다.
5월 31일 마드리드에선 세계에서 가장 다양한 인종들이 참가한 축구 훈련이 있었다. «우정을 위한 축구» 훈련은 GUNNESS WORLD RECORDS에 기록되었다.
제 7회 행사에선 유럽, 아프리카, 아시아, 북아메리카, 남아메리카에서 온 32명의 어린 기자들이 «우정을 위한 축구» 국제 어린이 언론팀을 꾸렸으며, 국제 언론인들과 마지막 행사에 참여하였다.
제 7회 행사에 참가한 참가자들은 «9가지의 가치»(«우정을 위한 축구》 국제 어린이 사회 프로그램 상) 컵을 가장 사회에 기여하는 팀인 «리버풀»에 수여했다.
7월 1일 마드리드의 UEFA Pitch 축구장에선 제 7회 «우정을 위한 축구» 결승전이 진행되었다. «안티구아 팔로스»팀과 «타스만 악마»팀이 벌인 결승에서 1:1 무승부로 전,후반이 마무리 되었고, 승부차기에서 «안티구아 팔로스»팀이 승리를 거두어 우승컵을 안게 되었다.

### 2020년  우정을 위한 축구
2020년 제 8회 우정을 위한 축구 폐회행사는 2020년 11월 27일부터 2020년 12월 9일동안 온라인으로 개최되었다. 전 세계 100여개의 국가에서 10 000여명의 인원이 참가하였다.
제 8회 행사를 위해 온라인 시뮬레이션 Football for Friendship World가 개발되었고, 이를 통해 «2020년 우정을 위한 축구» 온라인 챔피언이 결정되었다. 시뮬레이션 다운로드는 세계 축구의 날인 2020년 12월 10일부터 세계 모든 국가에서 다운로드가 가능하다. 
«우정을 위한 축구» 규정에 따라 사용자들은 참여가 가능하며, 국제적인 팀에 참가할 수 있다. 다인용 게임은 우정, 평화, 평등과 같은 행사의 중요한 가치를 바탕으로 개발되었다.
11월 27일 세계 온라인 챔피언쉽 «우정을 위한 축구»2020이 개최되었다.
11월 28일부터 12월 6일까지 어린이를 위한 스포츠 교육 프로그램이 열린 온라인 캠프가 진행되었다.
11월 30일부터 12월 4일까지 «우정을 위한 축구» 국제 온라인 포럼이 진행되었고, 어린이 축구 발전 분야에서 진행될 프로젝트가 공개되었다. 전문가들은 «우정을 위한 축구» 국제 수상을 놓고 열린 프로젝트 프레젠테이션을 평가하였다.
12월 7-8일, «우정을 위한 축구» 온라인 챔피언쉽이 개최되었다. 올해에는 챔피언쉽이 온라인 형태로 진행되었고, 이를 위해 다인용 축구 시뮬레이션 Football for Friendship이 개발되었다.
12월 9일 «우정을 위한 축구» 결승전이 있었다.
다양한 국가의 어린이를 위한 온라인 세미나에 UN이 지원해 주었다.
제 8회 행사에선 전 세계의 프리스타일 축구선수들과 매주 «내가 있는 곳이 바로 축구장»행사가 진행되었다. 매 행사에서 프리스타일 축구선수들은 어린 선수들에게 프리스타일을 선보였고, 어떻게 하면 더 잘 할 수 있는 지 설명해 주었다. 행사는 세계에서 가장 참가자수가 많은 행사로 기네스북에 기록되었다.(2020년 12월 6일)이는 «우정을 위한 축구»역사상 2번째 기네스북 등재다.
어린이 기자단과 함께한 주간 행사 «우정을 위한 축구»는 전 세계의 시청자들과 함께하였다.

## 우정을 위한 축구 월드 챔피언십
국제 어린이 축구 토너먼트는 우정을 위한 축구 프로그램의 프레임워크 내에서 개최된다. 챔피언십에 참가한 팀들 - 우정 팀들이 공개 추첨으로 구성된다. 팀들의 구성은 우정을 위한 축구의 원칙에 따라 각기 다른 국적, 성별 및 신체적 능력을 가진 운동선수들이 같은 팀에서 플레이한다.

## 우정을 위한 축구 국제 어린이 포럼
매년 개최되는 우정을 위한 축구 국제 어린이 포럼에서 프로젝트의 어린 참가 선수들은 성인들과 함께 전세계에 프로그램의 가치들을 촉진하고 발전시키는 것에 대해 토론을 한다. 포럼이 진행되는 동안, 어린이들은 다른 나라에서 온 어린이들, 유명한 축구선수들, 언론인들 그리고 유명 인사들과 만나 이야기를 나누고 또한 미래에 계속해서 독립적으로 동료간에 보편적인 가치들을 촉진할 젊은 대사 역할을 하게 된다.

## 인터내셔널 칠드런스 프레스 센터
우정을 위한 축구 프로그램의 특별한 기능이 인터내셔널 칠드런스 프레스 센터다. 프레스 센터는 2014년 우정을 위한 축구 프로그램에서 구성되었다. 프레스 센터의 젊은 언론인들은 자신의 국가에서 프로그램 행사들을 보도한다. 국내 및 국제 스포츠 매체를 위한 뉴스를 작성하고, 우정을 위한 축구 TV 채널, 어린이용 우정을 위한 축구 신문 그리고 프로그램의 공식 라디오 방송국을 위한 자료 작성에 참여한다. 인터내셔널 칠드런스 프레스 센터에는 젊은 최고 언론인 국내 경연 대회 우승자들, 젊은 블로거들, 사진작가와 작가들이 활동하고 있다. 프레스 센터의 젊은 언론인들은 프로그램 내에서 자신의 의견을 밝히고, "어린이에 대한 어린이" 형식을 실행한다.

## 국제 축구 및 우정의 날
우정을 위한 축구 프로그램에 따라 4월 25일 국제 축구 및 우정의 날을 기념한다. 이 기념일은 2014년 최초로 16개 국가에서 공휴일이 되었다. 이날 친선 경기, 플래시 몹, 라디오 마라톤, 마스터 클래스, TV 쇼, 오픈 트레이닝 세션 등이 열렸다. 5만 여 명이 기념 행사에 참가했다.
2015년, 축구와 우정의 날이 24개 국가에서 기념되었다. 축제 기간 동안, 친선 축구 경기와 다른 행사들이 열렸다. 독일에서는 샬케 04가 오픈 트레이닝 세션을 개최했고, 세르비아는 TV 쇼를 진행했고 우크라이나에서는 볼린 FC의 주니어 팀과 러츠크 가족, 아동 및 청소년 사회 서비스 시티 센터에 등록된 어린이들과의 경기가 열렸다.
러시아에서 축구와 우정의 날이 4월 25일, 11개 도시에서 개최되었다. 축구 친선 경기가 블라디보스톡, 보노시비르스크, 예카테린부르크, 크라스노야르스크, 바르나울, 상트페테르부르크와 사란스크에서 개최되어 프로그램의 핵심 가치를 되새겼다. 크라스노야르스크, 소치 그리고 로스토프-온-돈에서는 우정의 릴레이가 2014년 올림픽 성화 릴레이 참가자들이 참여하여 진행되었다. 모스크바에서는 맹인 스포츠 협회의 지원을 받아 평등 기회 토너먼트가 개최되었다. 5월 5일, 축구와 우정의 날이 니즈니 노브고로드와 카잔에서 열렸다.
2016년, 축구와 우정의 날이 32개 국가에서 기념되었다. 러시아에서는 모스크바, 상트페테르부르크, 노보시비르스크, 바르나울, 비로비드잔, 이르쿠츠크, 크라스노다르, 니즈니 노보고로드와 로스토보-온-돈 등 9개 도시에서 기념되었다. 니즈니 노보고로드는 볼가 FC의 어린 축구선수들을 위한 친선 경기를 개최했고 이 클럽의 성인 선수들이 워밍업과 어린 선수 훈련을 실시했다. 노보시비르스크에서 열린 친선 경기에서 노보시비르스크 지역 팀인 예르마크 시비르의 장애 어린이들이 참여했다.
2017년, 축구와 우정의 날이 64개 국가에서 기념되었다. 세르비아의 수비수인 브라니슬라브 이바노비치와 네덜란드의 스트라이커 더크 쿠이트를 포함하는 유명 축구선수들이 전세계의 행사에 참여했다. 그리스에서는, 2004년 유럽 축구 챔피언십 우승자인 테오도라스 자고라키스가 그리스 국가 대표 팀과 함께 행사에 참석했다. 러시아에서는 제니트 FC가 2017년 우정을 위한 축구의 젊은 대사인 자크하르 바드유크를 위한 특별 훈련 세션을 개최했다. 훈련에서 제니트 FC의 골키퍼인 유리 로디긴이 자크하르의 능력에 높은 평가를 내리고 그에게 골키퍼의 비결을 알려 주었다.

## "우정을 위한 축구"의 아홉 가지 가치
2013년 5월 25일 열린 제1차 국제아동포럼에서 영국, 독일, 슬로베니아, 헝가리, 세르비아, 불가리아, 그리스, 러시아의 젊은 대사들은 이 프로그램의 첫 8대 가치인 우정, 평등, 정의, 건강, 평화, 헌신, 승리와 전통을 형성하고 공개서한을 통해 이를 제시했다. 이 편지는 국제축구연맹, 유럽축구연맹, 국제올림픽위원회 등 국제 스포츠단체장들에게 보내졌다. 2013년 9월, Joseph Blatter는 Vladimir Putin과 Vitaly Mutko와의 만남에서, 이 편지를 받은 것을 인정하며, 우정을 위한 축구를 지원할 준비가 되어 있다고 발표했다.
2015년에는 중국, 일본, 카자흐스탄의 참가자들이 우정을 위한 축구 프로그램에 참여하여 9번째 가치-명예[99]를 추가하겠다고 제안했다.

## 나인 밸류스 컵
나인 밸류스 컵은 국제 어린이 사회 프로그램인 우정을 위한 축구에서 시상하는 컵이다. 매년 이 컵은 이 프로젝트의 가치들인 우정, 평등, 정의, 건강, 평화, 충성, 승리, 전통 그리고 명예에 대해 가장 헌신한 사람에게 수여된다. 전세계의 축구팬들이 수상자 선정에 참여했지만, 최종 결정은 우정을 위한 축구 프로그램 참가자들이 투표로 마무리한다. 나인 밸류스 컵 수상 축구 클럽은 2015년 바로셀로나, 2016년 바이에른 뮌헨, 특별상 알와흐다, 2017년 레알 마드리드이다.

## 우정 팔찌
우정을 위한 축구 프로그램의 모든 활동은 평등과 건강한 라이프스타일을 상징인 우정 팔찌를 교환하면서 시작된다. 팔찌는 푸른색과 녹색의 끈들로 구성되어 있으며, 프로그램의 가치를 공유하는 사람이면 누구나 착용할 수 있다.
프란츠 베켄바우어에 따르면
이 운동의 상징은 두 가지 색상의 팔찌로 우정을 위한 축구 프로그램에 내재된 가치만큼 간단하고 이해할 수 있다.
프로그램의 어린 참가자들은 유명 스포츠맨들과 유명 인사에게 우정의 팔찌를 채워주었다. 그들은 다음과 같다. 딕 아드보카트, 아나톨리 티모쉬크, 루이스 네투, 프란츠 베켄바워, 루이스 페르난데프, 디디에 드로그바, 맥스 메이어, 파트마 사무라, 네온 고렉카, 도메니코 크리시토, 미셸 살가도, 알렉산더 크레즈하코프, 디마스 피로스, 미오드락 보조빅, 아델리나 소트니코바, 유리 카메네츠.

## 시즌 사이에 진행되는 참가자 활동
우정을 위한 축구 프로그램의 어린 축구선수들은 공식 시즌 외에 다양한 행사에 참가한다. 2013년 5월에 마리보 주니어 축구 클럽(슬로베니아) 출신 선수들은 캄보디아 어린이들과 자선 친선 경기를 개최했다. 소치에서 2014년 9월 14일, 프로그램의 러시아 참가 선수들은 러시아 대통령과 세프 블래터 FIFA 회장의 미팅에서 블라디미르 푸틴 대통령과 함께 이야기를 나누었다. 2014년 6월, 프랑수아 올랑드 프랑스 대통령은 우정을 위한 축구 프로그램 참가 팀인 타베르니 팀을 엘리제 궁으로 초대해서 프랑스와 나이제리아 간의 2014년 FIFA 월드컵 경기를 시청했다. 2016년 4월, 2015년 우정을 위한 축구 대사인 유리 바시추크는 벨라루스의 최강자인 키릴 심코 그리고 베이트 FC의 어린 축구 선수들과 만나 프로젝트 참가 경험에 대해 이야기를 나누었다. 유리 바시추크는 키릴 심코에게 상징적인 우정의 팔찌를 수여하여 그에게 프로젝트의 이상인 우정, 정의, 건강한 라이프스타일을 촉진하는 임무를 넘겼다.

## 수상 실적
우정을 위한 축구 프로그램은 여러 대회에서 우승을 했고 다양한 러시아 및 국제 상들을 수상했다. 대표적으로 "국제 협력 개발" 부문의 "러시아 최고 사회 프로젝트" 상, "기업의 사회적 책임" 부문에서 국제 비즈니스 커뮤니케이터 협회 (IABC) 황금 펜 상 (2016), "지구 최고의 사회적 프로젝트" 부문에서 세이버 상 ( 2016), "최고 국제 전략" 부문에서 드럼 소셜 버즈 상 (2017), "최고 미디어 전략" 부문에서 혁신적 디지털 마케팅 솔루션 국제 상 (2017), "러시아 최고의 사회적 프로젝트" 부문에서 "실버 아처" 상 (2018), 그리고 "실버 아처" 대상 (2018) 등이 있다.